# Пасивний фільтр
Паси́вний фі́льтр — електронний фільтр, що складається тільки з пасивних компонентів, таких як, наприклад, конденсатори . Пасивні фільтри не вимагають ніякого джерела енергії для свого функціонування. На відміну від активних фільтрів в пасивних фільтрах не відбувається підсилення сигналу за потужністю. Практично завжди пасивні фільтри є лінійними.
Пасивні фільтри використовуються повсюдно в радіо- і електронній апаратурі, наприклад в акустичних системах, джерелах безперебійного живлення і т. д.